# Ronnie Flex
Ronnie Flex is de artiestennaam van Ronell Langston Plasschaert (Rotterdam, 16 april 1992), een Nederlandse zanger, rapper en producer. Hij verwierf bekendheid met zijn hit Zusje. Andere bekende hits zijn Zeg dat niet en Drank & Drugs, waarop Lil' Kleine ook te horen is. Hij maakte deel uit van collectief New Wave dat in 2016 de Popprijs 2015 kreeg uitgereikt.

## Jeugd en opleiding
Plasschaert is de zoon van moeder Eunice Huisden, die Surinaamse wortels heeft, en vader Edo Plasschaert, die van Molukse en Nederlandse afkomst is. Hij groeide op met zijn moeder in Capelle aan den IJssel. Zijn vader vertrok naar Amerika om daar als muziekproducent te gaan werken. Hij zat op basisschool De Contrabas, behaalde daarna zijn vmbo-diploma aan de Roncalli Mavo in Rotterdam en ging daarna naar de mbo-popacademie van Zadkine die hij niet afmaakte. Op zijn veertiende begon hij met het produceren van muzieknummers en niet veel later begon hij raps te schrijven. Diggy Dex bracht hem in contact met Gers Pardoel. Op het debuutalbum van Pardoel verzorgde Plasschaert de instrumentatie van de intro en het nummer Zweef. Toen hij 23 was zocht hij zijn vader op in Amerika.

## Werkzaamheden
In 2012 won Plasschaert een State Award voor Rookie of the Year en stond hij in de finale van de Grote Prijs van Nederland. Tevens tekende hij een contract bij platenlabel Top Notch. Hij werkte samen met Yellow Claw, Boaz van de Beatz, MocroManiac en Jebroer mee aan het nummer Nooit meer slapen. Dit nummer bereikte de 38e plaats in de Top 40 en de 23e plaats in de Mega Top 50.
Op 20 maart 2013 bracht Plasschaert zijn eerste ep uit: Tankstation. Later bracht hij nog twee andere singles uit, Pocahontas en Zusje. Het nummer Zusje bereikte de 25e plaats in de Top 40 en de 37e plaats in de Mega Top 50. In december 2014 werd bekend dat Zusje onder Nederlanders op drie na meest bekeken filmpje van het jaar 2014 was geworden.
Op 14 november 2014 bracht Plasschaert zijn debuutalbum De nacht is nog jong, net als wij voor altijd uit. Hiervan kwamen van de nummers Zusje, Ik wil het hebben en Pocahontas uit.
Op 20 maart 2015 kwam het nummer Liegen voor de rechter uit (afkomstig van het album New Wave), dat hij maakte met onder anderen Lil' Kleine en Jonna Fraser. Plasschaert stond met Lil' Kleine met het nummer Zeg dat niet drie weken in de Top 40. Op 22 mei 2015 bracht Top Notch de videoclip Drank & Drugs uit. Dit nummer werd een megahit en stond maar liefst veertien weken in de Top 40, waarvan drie op de eerste plaats. In de zomer trad hij samen met Lil' Kleine op op Lowlands en Pukkelpop. In 2015 deed hij mee aan Expeditie Robinson.
Het collectief New Wave dat een gelijknamig album had uitgebracht won in januari 2016 de Popprijs 2015, die werd uitgereikt gedurende Noorderslag in Groningen. Tevens was Plasschaert te zien in Het Jachtseizoen; hij wist anderhalf uur uit handen te blijven van StukTV. Op 5 januari 2017 behaalde hij, samen met Frenna, een nummer 1-hit in de Nederlandse hitlijst van Spotify met het nummer Energie. In 2017 bracht hij het album Rémi uit.
In 2018 werd Plasschaert ambassadeur van de vrijheid. Van 2018 tot en met 2019 was hij als jurylid te zien in het zangprogramma It Takes 2. In maart 2018 bracht Plasschaert samen met Famke Louise de single Fan uit, de single bereikte 1 miljoen streams binnen één dag. Voor deze single ontving hij een platina plaat. In dezelfde maand bracht hij zijn trap-EP NORI uit die binnenkwam op nummer 1 in de album top 100. Op deze EP stond onder andere de nummer 1-hit Non stop. In juni 2018 bracht hij in samenwerking met BLØF de single genaamd Omarm me uit. Op 12 juli 2018 bracht Plasschaert in samenwerking met Idaly, Famke Louise en Bizzey een remix uit van het nummer Wine Slow die Idaly eerder dit jaar al had uitgebracht. In oktober 2018 won Plasschaert de twee Buma NL Awards: Meest Succesvolle Single – Urban en Meest Gestreamde Track – Populair door de single Blijf Bij Mij met Maan.
In oktober 2018 lanceerde Plasschaert in samenwerking met kledingbedrijf CoolCat zijn eigen kledinglijn.
Op 19 januari 2019 won hij de Popprijs 2018. Op 22 november 2019 kwam Plasschaert met het nummer Heimwee, dat gaat over de breuk met Famke Louise.
Flex was een van de insprekers en zanger van de film 2 kleine kleutertjes: Een dag om nooit te vergeten. Het album met liedjes werd uitgebracht in november 2021, de film ging in april 2022 in première.
Plasschaert is sinds mei 2021 onderdeel van de gelegenheidsformatie The Streamers, die tijdens de coronapandemie gratis livestream-concerten gaven. Nadat de coronaregels in grote lijnen los werden gelaten, kondigde de formatie ook concerten met publiek aan. Plasschaert was tijdens de derde editie als gastartiest te zien, maar sloot zich vanaf de vierde editie aan als vast bandlid.
Plasschaert deed in november 2022 mee als kandidaat (als de krab) in het Nederlandse televisieprogramma The Masked Singer.

## Conflict met Top Notch
Plasschaert heeft op 20-jarige leeftijd in 2012 een artiestenovereenkomst gesloten met platenlabel Top Notch die onder meer bepaalt dat Top Notch het recht heeft de opnamen die tijdens de duur van de overeenkomst tot stand zijn gebracht eeuwigdurend te exploiteren. De overdracht van rechten betreft die in hoedanigheid van uitvoerend kunstenaar, niet eventuele rechten in hoedanigheid van fonogrammenproducent. Top Notch heeft recht op een percentage van de opbrengst uit non recording activities die Plasschaert voor een derde verricht.
Omdat Plasschaert het achteraf niet eens was met het contract is hij een juridische procedure gestart tegen Top Notch, waar hij inmiddels weg is. In de aanloop daarvan is het contract in voor Plasschaert gunstige zin met terugwerkende kracht gewijzigd, maar voor hem onvoldoende. De rechter oordeelde dat het contract duidelijk is en dat, zoals Plasschaert stelt, hij het niet goed begreep, voor zijn risico is, hij had alvorens het contract te tekenen onafhankelijke deskundigen kunnen raadplegen. Top Notch mocht door het ondertekenen uitgaan van instemming. De rechter oordeelde ook dat Plasschaert niet kan worden aangemerkt als fonogrammenproducent, en dat de bepaling dat Top Notch recht heeft op een percentage van de opbrengst uit activiteiten buiten muziekopnamen die Plasschaert voor een derde verricht heeft, niet onredelijk is, omdat Top Notch investeringen in Plasschaert heeft gedaan die betrekking hebben op deze activiteiten.
Plasschaert verloor deze zaak in januari 2024, maar ging in hoger beroep.

## Persoonlijk
Plasschaert heeft twee dochters uit twee eerdere relaties. De jongste kreeg hij uit een relatie met een dochter van oud-voetballer Ronald de Boer. Van medio 2018 tot het voorjaar van 2019 had Plasschaert een relatie met Famke Louise. Ze bevestigden hun relatie destijds in hun kerstnummer Alleen door jou. Plasschaert heeft een halfbroer, Samir Plasschaert, tevens bekend als ADF Samski. Ze hebben dezelfde vader.

## Filmografie

### Film als stemacteur
- 2018: Spider-Man: Into the Spider-Verse, als Miles Morales / Spider-Man
- 2022: 2 kleine kleutertjes: Een dag om nooit te vergeten, als Hap

### Film als acteur
- 2021: De Sterfshow, als Lucas Kempen

## Trivia
- In 2023 verscheen de biografie Ronnie, geschreven door Leon Verdonschot.